# Liste der denkmalgeschützten Objekte in Gerlos
Die Liste der denkmalgeschützten Objekte in Gerlos enthält die 5 denkmalgeschützten, unbeweglichen Objekte der Tiroler Gemeinde Gerlos.

## Denkmäler
| Foto |                 | Denkmal                                                                                 | Standort                                | Beschreibung | Metadaten |
| ---- | --------------- | --------------------------------------------------------------------------------------- | --------------------------------------- | --- | --- |
| ja   | Datei hochladen | Kapelle hl. Maria zur kühlen Rast HERIS-ID: 97841 Objekt-ID: 113709 TKK: 15500          | bei Gerlos 2 Standort KG: Gerlos        | Die Kapelle östlich des Gasthofs Kühle Rast wurde 1929 erbaut. Der quadratische Holzständerbau hat einen runden Chorschluss und ein schindelgedecktes Satteldach mit hölzernem Dachreiter. Die Fassade ist mit Schindeln verkleidet. Der Innenraum wird von einer Holztonne überwölbt. | BDA-Hist.: Q37770625 Status: § 2a Stand der BDA-Liste: 2025-06-30 Name: Kapelle hl. Maria zur kühlen Rast GstNr.: 477/1 Kapelle hl. Maria zur kühlen Rast                      |
| ja   | Datei hochladen | Wegkapelle Gerlosried HERIS-ID: 97839 Objekt-ID: 113707 TKK: 15501                      | nördlich Gerlos 111 Standort KG: Gerlos | Der Nischenbildstock mit geradem Chorschluss und schindelgedecktem Satteldach wurde im 20. Jahrhundert anstelle eines 1855 kartografisch dokumentierten Vorgängerbaus errichtet. | BDA-Hist.: Q37770616 Status: § 2a Stand der BDA-Liste: 2025-06-30 Name: Wegkapelle Gerlosried GstNr.: 268/3 Wegkapelle Gerlosried                                              |
| ja   | Datei hochladen | Kath. Pfarrkirche hll. Leonhard und Lambert HERIS-ID: 55366 Objekt-ID: 63995 TKK: 14508 | bei Gerlos 142 Standort KG: Gerlos      | Die barocke Saalkirche mit Nordturm wurde anstelle eines 1470 urkundlich erwähnten Vorgängerbaus ab 1730 erbaut und 1808 geweiht. An der Außenwand befindet sich ein Fresko des hl. Leonhard als Viehpatron mit einer Ansicht von Gerlos aus dem 18. Jahrhundert. Im Inneren ist das vierjochige Langhaus mit einer Stichkappentonne über zarten Pilastern überwölbt. Der zweijochige Chor ist im Halbkreis geschlossen. Die Wandmalereien mit Szenen aus dem Leben Jesu und aus dem Leben der hll. Leonhard und Lambert wurden 1747 von Josef Schmutzer dem Älteren geschaffen. | BDA-Hist.: Q20754098 Status: § 2a Stand der BDA-Liste: 2025-06-30 Name: Kath. Pfarrkirche hll. Leonhard und Lambert GstNr.: .161 Pfarrkirche hll. Leonhard und Lambert, Gerlos |
| ja   | Datei hochladen | Alter Friedhof und Kriegerdenkmal HERIS-ID: 97826 Objekt-ID: 113693 TKK: 115588, 137233 | bei Gerlos 142 Standort KG: Gerlos      | Der Friedhof, der die Kirche auf allen Seiten umgibt, wurde vermutlich im 18. Jahrhundert im Zuge des Kirchenneubaus angelegt. Er ist von einer niedrigen, schindelgedeckten Umfassungsmauer mit Eingängen im Süden, Norden und Osten umschlossen. An der Westseite gegenüber des Kircheneingangs ist eine kleine Nischenkapelle in die Mauer eingebunden. Die Grabmäler sind mit zum Teil aufwändig gestalteten schmiedeeisernen Grabkreuzen versehen. An der Südostecke außen in die Friedhofsmauer integriert ist das Kriegerdenkmal. Über einer Naturstein-Stele steht ein großes schlichtes Holzkreuz mit Lanze und Schwamm, das von je drei Bronzetafeln mit Namensinschriften der Gefallenen und Vermissten flankiert wird. | BDA-Hist.: Q37770586 Status: § 2a Stand der BDA-Liste: 2025-06-30 Name: Alter Friedhof und Kriegerdenkmal GstNr.: 906                                                          |
| ja   | Datei hochladen | Widum HERIS-ID: 58945 Objekt-ID: 69846 TKK: 15159                                       | Gerlos 158 Standort KG: Gerlos          | Das dreigeschoßige Widum mit einem Satteldach wurde in der 2. Hälfte des 18. Jahrhunderts erbaut. | BDA-Hist.: Q38085449 Status: § 2a Stand der BDA-Liste: 2025-06-30 Name: Widum GstNr.: .149                                                                                     |